# 人地关系论

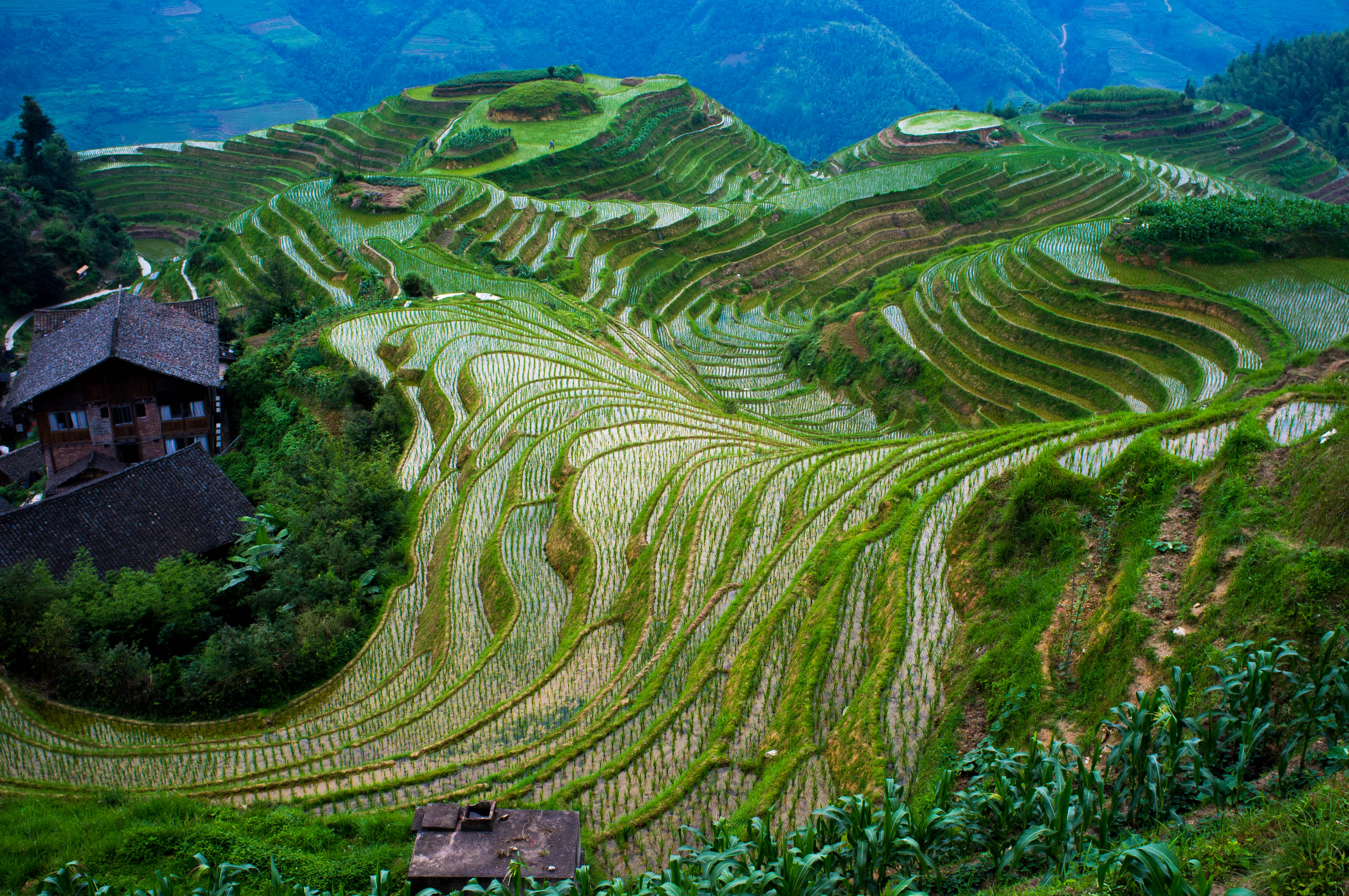
位于中华人民共和国广西壮族自治区龙胜县龙脊镇的龙脊梯田

人地关系论（英語：man-land relationship），也称人地关系，是地理学中的一个基本理论，指人类为了生存的需要不断地扩大改造与利用地理环境，与此同时地理环境也深刻影响着人类活动的地域特征和地域差异的理论。

## 沿革
人地关系最早是由亚历山大·冯·洪堡与和卡尔·李特尔提出，是人文地理学的核心命题与研究对象。1960年后，随着计量革命推进，人文地理学的研究可以更深入到微观区域研究，并具备实践意义，包括重视环境保护及土壤农业轮耕制、沙漠化等。基于此命题，地理学界存在不同观点，其中包括德国地理学家弗里德里希·拉采尔的“環境決定論”、奥斯卡·佩舍尔的“二元论”，法国地理学家维达尔·白兰士的“或然论”，美国地理学者卡尔·索尔的“文化景观论”（cultural Landscape）等。